# Félix Tiouka
Félix Tiouka est un représentant amérindien-guyanais du groupe Kali'na. En 1981, il est élu président de l'Association amérindienne de la Guyane française (AAGF). Il est ensuite élu premier adjoint de la mairie d'Awala-Yalimapo chargé du développement économique, de la coopération régionale et de la communauté (2017-2018). Il devient le premier coordonnateur général de la Fédération des organisations autochtones de Guyane (FOAG) qui remplace l'AAGF en 1992. Il est connu pour avoir, avec son frère Alexis Tiouka défendu les droits des populations autochtones de Guyane et pour un discours public adressé au préfet et au gouvernement français, en 1984.

## Biographie
Au début des années 1970, Félix Tiouka devient pensionnaire  au Home Catholique dans la commune de Rémire-Montjoly en Guyane près avoir passé son certificat d'études à l'école des sœurs à Mana dans le but de poursuivre des études secondaires.

## Action politique
L'Association amérindienne de la Guyane française (l'AAGF) est fondée en 1981 par Thomas Appolinaire (alors inspecteur des impôts à Cayenne),  Paul Henri (qui travaille au Centre spatial guyanais) et enfin Félix Tiouka, qui en devient le premier président. Ces trois hommes viennent d'Awala-Yalimapo. La création de cette association a pour objectifs, d'une part, de représenter les six groupes amérindiens de Guyane, et d'autre part, de revendiquer leur identité et leur place sur le territoire afin notamment de faire entendre leurs revendications politiques.    
Ces trois hommes sont les initiateurs du premier rassemblement des Amérindiens de Guyane  qui a lieu les 8 et 9 décembre 1984 dans le village d'Awala. Lors de cet évènement historique sont notamment présents des représentants de l’État, des élus du Département et de la Région ainsi que du Suriname.    
Le 9 décembre 1984, Félix Tiouka prononce un discours historique qui surprend violemment les représentants de l’État, qui ne s'attendaient pas à recevoir ces critiques acerbes vis-à-vis de la gestion politique française,. Au cours de ce discours, Félix Tiouka demande notamment des droits territoriaux. En effet, depuis la départementalisation de la Guyane, le gouvernement français ne cesse de restructurer le territoire par la mise en place de nouvelles communes, comme Maripasoula ou Camopi. Cette politique française d'aménagement du territoire en Guyane remet en question le maintien des modes de vie amérindiens selon Félix Tiouka. Ce dernier revendique la reconnaissance du gouvernement français du droit des premiers occupants et des droits territoriaux afin de pourvoir sauvegarder les modes de vie propres à leurs communautés, ce qui entrainerait de facto un droit d'accès à l'ensemble des ressources. Ces revendications vont au-delà du droit d'usage restrictif jusque-là accordé (c'est-à-dire le droit de chasser et de pêcher). Par ailleurs, Félix Tiouka critique la francisation des noms amérindiens et la scolarisation des enfants de la communauté dans les Homes. Il entend sauvegarder les coutumes culturelles des amérindiens et leur permettre d'organiser elles-mêmes leur rapport au territoire. Ces revendications du discours d'Awala sont considérées comme toujours valables en 2024 par la rédaction de France-Guyane.
À partir de là, l'association AAGF dirige ses actions contre l'État de façon active. Ses membres se font élire au sein des collectivités du territoire afin de porter la voix de leurs communautés. En 1992, la Fédération des Organisations Autochtones en Guyane (FOAG) est créée pour renforcer le mouvement amérindien. La FOAG sera présente à la mairie d'Awala-Yalimapo où elle obtiendra des postes, en plus d'un siège au comité en lien avec le projet de Parc national de Guyane dans le sud de la région .
À la suite de cette action militante, des zones de droits d'usages (ZDU) sont mises en place en 1987 par le décret no 87-267 signé par le premier ministre Jacques Chirac. Mais cette réponse de l'État n'a pour objectif que de renforcer son pouvoir et non de redonner aux amérindiens la possibilité de vivre sur un espace où l'intervention étatique française ne pourra se faire. Ce décret laisse un pouvoir conséquent au gouvernement pour la mise en place de projets d'infrastructures, comme celui de la "Montagne d'or" en 2015. Ce projet soutenu par le président français Emmanuel Macron suscite un vif rejet de la part des populations amérindiennes et de ses associations, que ce soient la FOAG, l'ONAG, ou la CCPAB.

## Promotion de l'écriture, de la mémoire et de la culture Kali'na

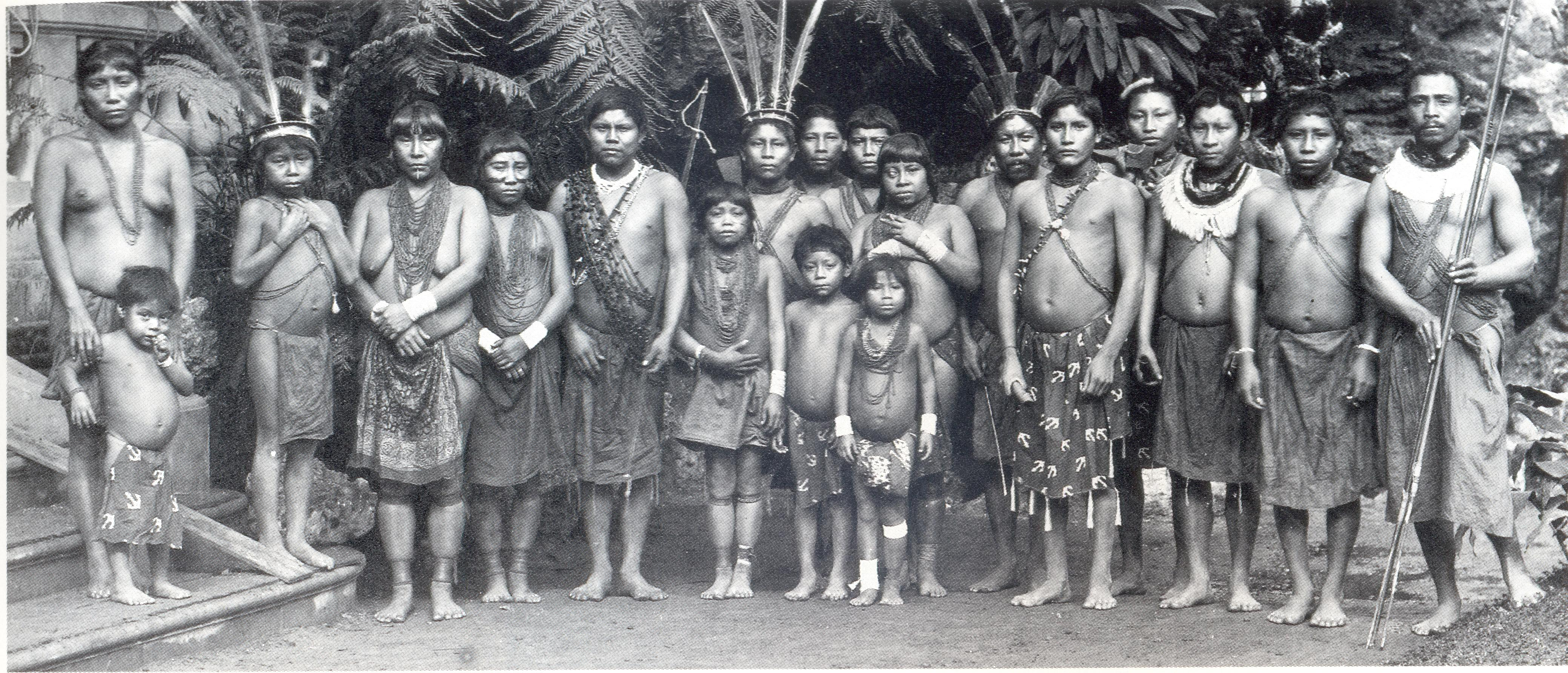
Portrait des Kali'na exhibés au Jardin d'acclimatation de Paris en 1892/1893, à l'occasion de l'exposition universelle de Paris 1893. Félix Tiouka a contribué à l'exposition qui a rétrospectivement rendu hommage en Guyane à ces personnes, dont un tiers ne sont jamais rentrées chez elles. En 2023, six dépouilles et deux moulages de ces personnes sont concservées au Musée de l'homme, dépouilles qui devraient être rendues à leur communauté et inhumées en Guyane.

À partir de 1993,  la FOAG - avec l'aide notamment de chefs coutumiers, de représentants d'associations Kali'na, de chamans, de locuteurs de la langue et de Félix Tiouka lui-même organise des ateliers dans le but de réaliser une écriture propre aux Kali'na. Dans le village d'Awala, une linguiste spécialisée participe à ces ateliers.
Félix Tiouka a été collaborateur pour la production de la bande dessinée Candia, la petite Oyapockoise publié par Jules Nago (professeur de sciences économiques au lycée de Cayenne, béninois d'origine, né en 1944), dessinée par Maurice Tiouka  à Cayenne en 2003 d'abord à compte d'auteur en 1978,.

## Publications
- Blaise Paul et Félix Tiouka, Le caprice de Maïpouri ou La création de la Mer : conte galibi raconté à Awala, Les deux fleuves, 1992  (ISBN 2-908677-01-6)
- Félix Tiouka, Comment se sont créées les étoiles, Indigène, Montpellier, 1999  (ISBN 2-911939-19-0)
- Félix Tiouka, Jean Appolinaire et Odile Renault-Lescure, Na'na Kali'na : une histoire des Kali'na en Guyane, Ibis rouge éditions, 2000 (ISBN 2-84450-068-4 et 978-2-84450-068-7, OCLC 44172558, lire en ligne)
- Tiouka, F. (1985). Adresse au gouvernement et au peuple français. Ethnies. Droits de l'Homme et Peuples Autochtones Paris, 1(1-2), 7-10.
  - Republié dans Félix Tiouka, « Notre terre, nous l'aimons, et nous y tenons », dans Marine Calmet et Marin Schaffner, Décoloniser le droit: dialogue avec Marin Schaffner, Wildproject, coll. « Petite bibliothèque d'écologie populaire », 2024 (ISBN 978-2-38114-072-8)
  - Republié dans « NANA IÑONOLI. NANA KINIPINANON. IYOMBO NANA ISHEMAN », sur franceguyane.fr, 6 août 2022
- Tiouka, F., Pandolfi-Crozier, J. U., & Appolinaire, T. (2018). Paroles kali'na: Entretiens avec deux amérindiens d'en France. BoD-Books on demand.
- Collomb, G., & Tiouka, F. (2002). Kali'na, une famille indienne de Guyane française. Recherches Amérindiennes au Québec, 32(3), 118.